# Philippe Elno
 (juin 2015).
Si vous disposez d'ouvrages ou d'articles de référence ou si vous connaissez des sites web de qualité traitant du thème abordé ici, merci de compléter l'article en donnant les références utiles à sa vérifiabilité et en les liant à la section « Notes et références ».
Philippe Elno, né le 11 juillet 1966 à Mâcon, est un acteur, écrivain et metteur en scène français.

## Biographie
Philippe Elno grandit à Lyon, où il décroche un bac de langues. À l'âge de 15 ans, il s'épanouit sur les planches. En 1984, ses amis l'inscrivent à un concours d'improvisation qu'il gagne. À partir de ce moment, son avenir se précise.

## Carrière
En 1985, Elno coécrit son premier spectacle Sketch up et décroche son premier contrat professionnel dans un théâtre de Lyon.
En parallèle, il entame une formation de mime aux ateliers Ricochet, et c'est sous la tutelle de Dimitri Luskch, premier prix du mime Marceau, qu'il se dirige naturellement vers le théâtre visuel.
En 1987, il fonde la Compagnie des Zappeurs avec Micky Dedaj et coécrit Stéréo folie un duo comique-visuel qu'il présente au festival d'Avignon.
De 1988 à 1998, il commence une tournée, il décroche de nombreux prix et un contrat avec Eddie Barclay. Il fera environ 1500 représentations en dix ans d'une tournée qui finira sur les planches du Café de la Gare à Paris.
La Compagnie des Zappeurs présentera ensuite pendant un an une émission sur Arte, Les Cigales et la fourmi, puis il fera son apparition sur TF1 en compagnie de Christophe Dechavanne dans l'émission Coucou c'est nous.
C'est pendant cette période, en 1993, qu'il coécrit avec Nicolas Dugnolle leur premier court métrage Socrate-moi les grenouilles, où il va aussi jouer le premier rôle.
En 1998, il crée un spectacle seul-en-scène intitulé Good luck, mister René, un spectacle 100 % visuel, qui va lui permettre de gagner quelques prix et de commencer une tournée qui durera trois ans. Cependant, comme il désire changer de style, en 2002 il écrit et joue avec Marlène Noël Barcelone Amsterdam. Ce spectacle trouvera son succès au festival d'Avignon.
Puis il écrira L'Abribus qu'il jouera avec Florence Foresti et qui connaîtra un immense succès.
En 2018, il est le scénariste d’un film réalisé par son ami PEF, avec comme comédien Gérard Depardieu.

## Filmographie
- 1998 : La voie est libre : Le partenaire baby-foot
- 2009 : King Guillaume : Marin brestois
- 2013 : Les profs : Un gendarme
- 2019 : Fahim de Pierre-François Martin-Laval (coscénariste)

## Théâtre
- 2002 : Barcelone Amsterdam de Philippe Elno et Marlène Noël, avec Philippe Elno et Marlène Noël.
- 2007 : L'abribus de Philippe Elno, avec Philippe Elno et Florence Foresti.
- 2011 : Simplement Complexe de Philippe Elno, mise en scène Pierre-François Martin-Laval, Comédie de Paris, publié chez Art & Comédie.
- 2013 : Le mélange des pinceaux de Philippe Elno et Marlène Noël, mise en scène Jean-Philippe Azéma.
- 2017 : Itinéraire Bis de Philippe Elno et Peter Dervillez, avec Peter Dervillez et Grégory Duret.